# Steve McQueen (álbum)
Steve Mcqueen é o segundo álbum da banda inglesa Prefab Sprout. O disco foi publicado pela Kitchenware, em Junho de 1985 e produzido por Thomas Dolby.
Para evitar problemas com a família do já falecido ator norte-americano, a edição nos Estados Unidos teve o nome mudado para Two Wheels Good, inspirado no livro 1984 de George Orwell.
O álbum alcançou a posição # 21 na parada de álbuns do Reino Unido e # 180 na Billboard 200. Em Portugal teve grande sucesso atingindo o #3 da tabela de álbuns.
A entrada para a paradas britânicas da canção When Love Breaks Down foi uma boa surpresa que lançou o reconhecimento do grupo.
Em 2007 foi lançada uma versão remasterizada do álbum, intitulado Legacy Edition, com um segundo CD contendo versões acústicas gravadas  em 2006 por Paddy McAloon.

## Faixas
1. Faron Young – 3:50
2. Bonny – 3:45
3. Appetite – 3:56
4. When Love Breaks Down – 4:08
5. Goodbye Lucille #1 – 4:31
6. Hallelujah – 4:20
7. Moving the River – 3:57
8. Horsin' Around – 4:39
9. Desire As – 5:19
10. Blueberry Pies – 2:24
11. When the Angels – 4:29